# Tritonaclia quinquepunctata
Tritonaclia quinquepunctata är en fjärilsart som beskrevs av Griveaud 1966. Tritonaclia quinquepunctata ingår i släktet Tritonaclia och familjen björnspinnare. Inga underarter finns listade i Catalogue of Life.